# Escalquens
Escalquens – miejscowość i gmina we Francji, w regionie Oksytania, w departamencie Górna Garonna.
Według danych na rok 1990 gminę zamieszkiwały 4 323 osoby, a gęstość zaludnienia wynosiła 513 osób/km² (wśród 3020 gmin regionu Midi-Pyrénées Escalquens plasuje się na 70. miejscu pod względem liczby ludności, natomiast pod względem powierzchni na miejscu 1210.).

## Pomniki

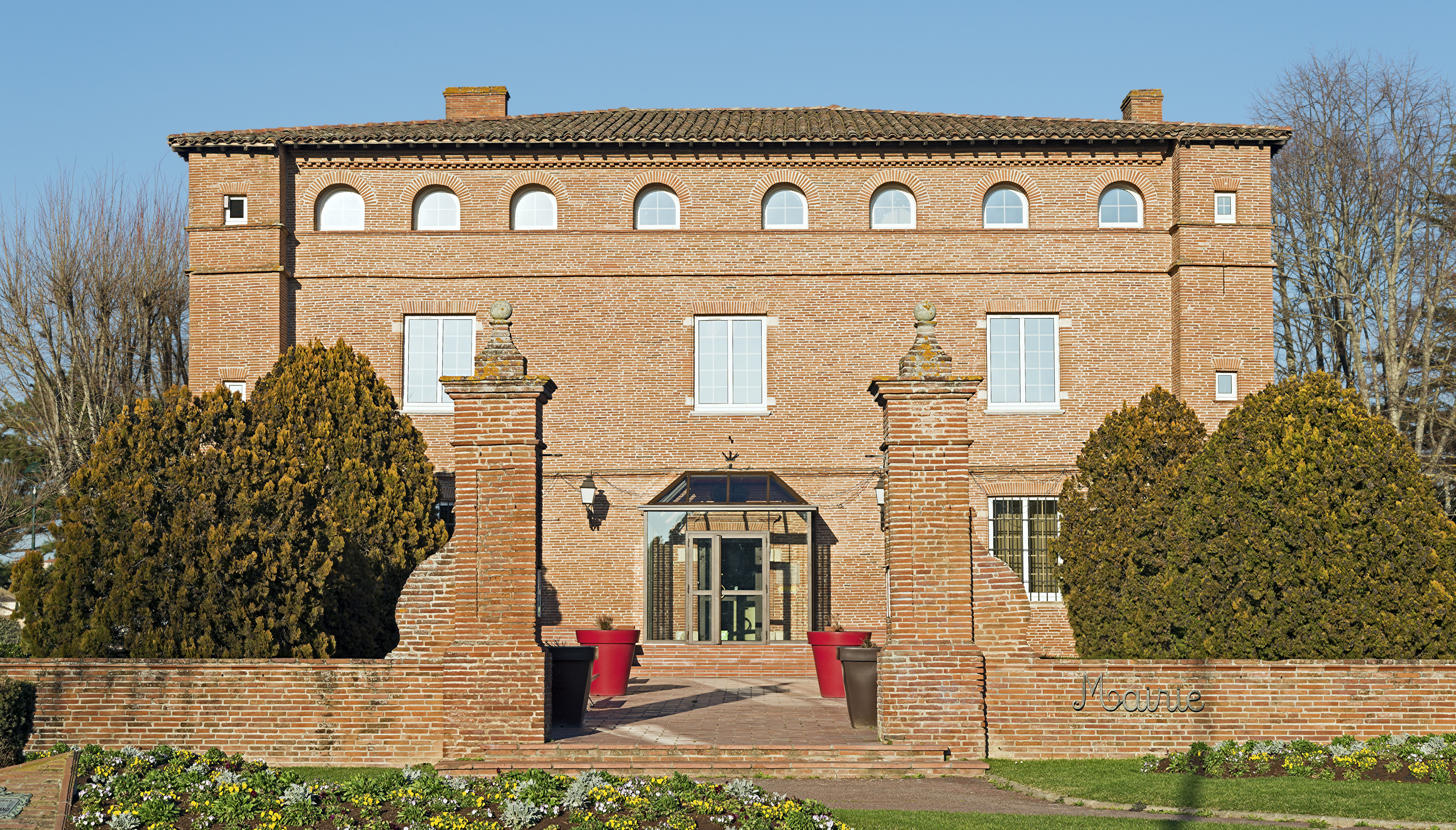
Ratusz.
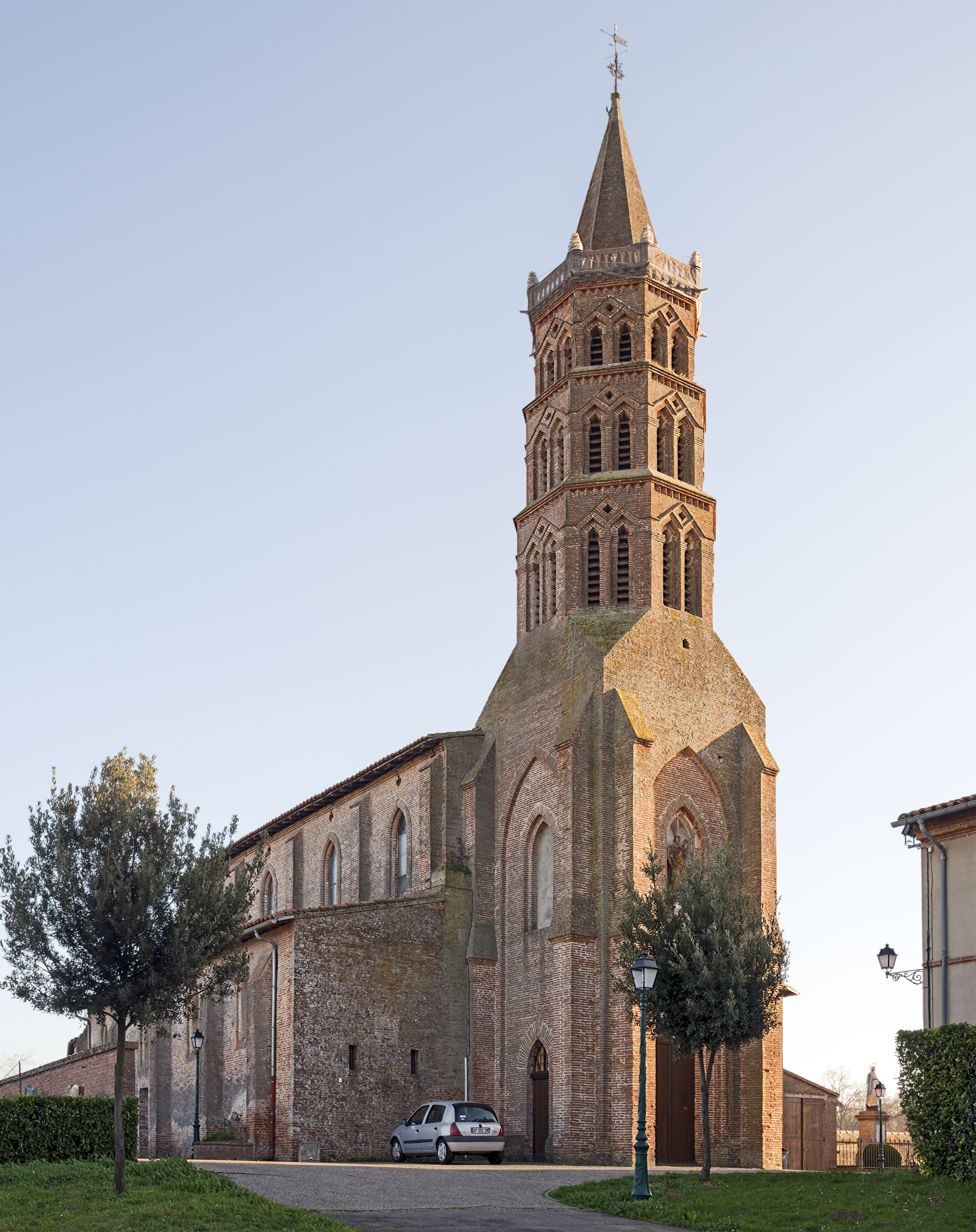
Kościół St.Martin.
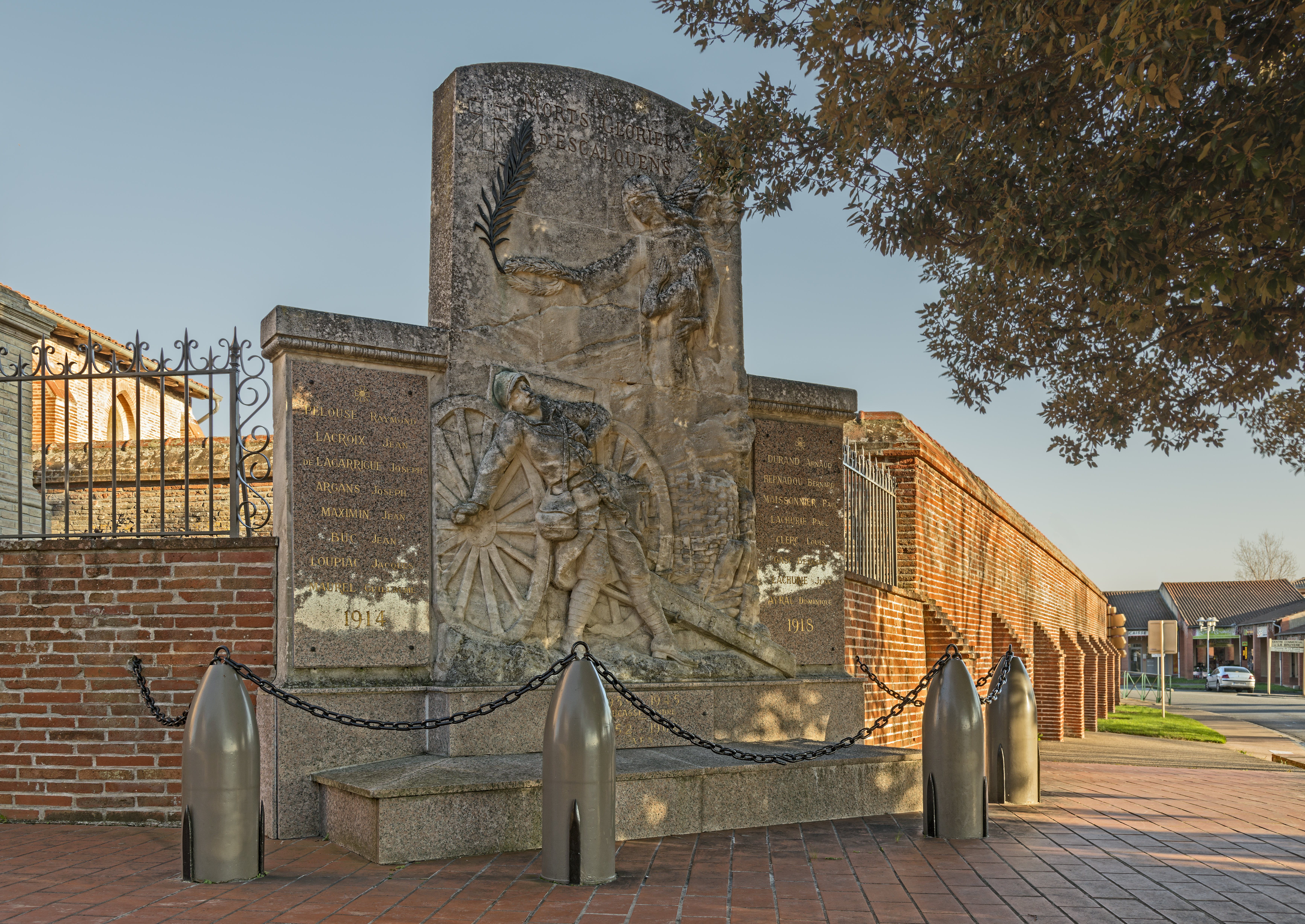
Pomnik wojny.